# Sisakos kaméleon
A sisakos kaméleon (Chamaeleo calyptratus) egy nagy termetű kaméleonfaj, amely Jemen nyugati és Szaúd-Arábia délnyugati hegyeiben honos. Gyakran tartják terráriumi díszállatként.

## Előfordulása és életmódja
A sisakos kaméleon Jemen és Szaúd-Arábia Vörös-tenger menti hegyeiben, félsivatagokban, cserjés-fás területeken, vagy akár öntözött kertekben él. A többi kaméleonhoz hasonlóan a fák ágai között mozog. Nappali állatok. Bár elsősorban rovarevők, étrendjüket időnként kiegészítik falevéllel, gyümölcsökkel és bimbókkal is. Zsákmányát lesből, rendkívül hosszú nyelvének gyors kiöltésével és a rovar megragadásával fogja el. Vízszükségletét a leveleken található cseppekből elégíti ki, az álló vízfelületet fel sem ismeri és ha a terráriumban csak ilyen áll rendelkezésére, akkor kiszáradhat.

## Alfajai
- Chamaeleo calyptratus calyptratus Duméril & Duméril, 1851
- Chamaeleo calyptratus calcarifer Peters, 1871

## Megjelenése

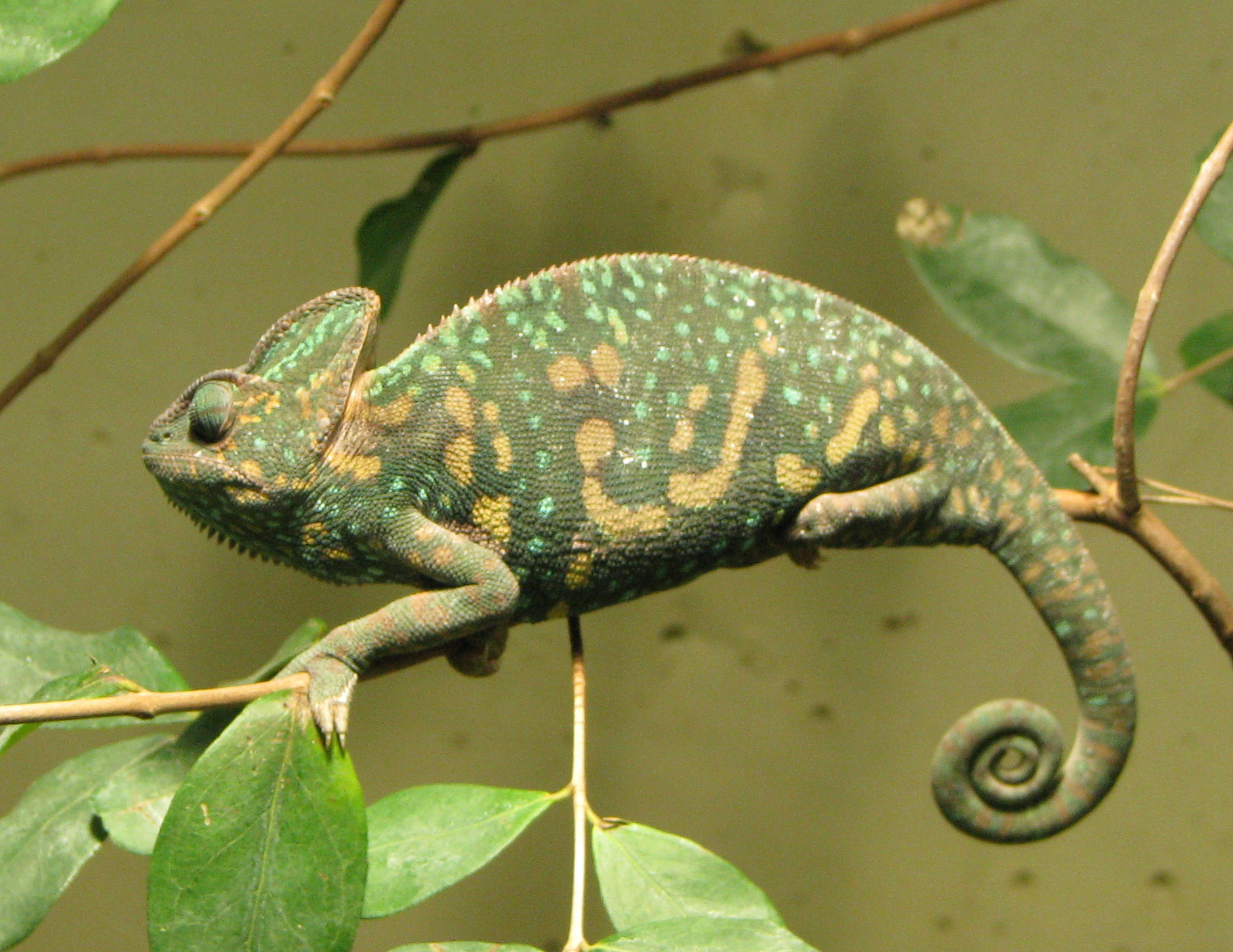
Nőstény kaméleon

A sisakos kaméleon viszonylag nagy termetű faj, egyes hímjei a 60 cm-es teljes testhosszt is elérhetik, bár az átlagméret inkább csak 35–45 cm. A nőstények kisebbek, hosszuk általában 30 cm körül van. A faj jellegzetessége a fejen viselt, oldalnézetből sisakszerű, magas taréj, mely a hímek esetében jelentősen nagyobb, akár 8 cm magas is lehet. A hím kaméleonok alapszíne zöld, melyet sárga, barna és kék sávok és foltok ékesítenek. Az alapszín az állat hangulatától függően élénk türkiztől a sötét olívazöldig változhat. Felfokozott érzelmi állapotban, például ha egy másik hímmel találkozik, a színei megélénkülnek, a kontúrok élesebbé válnak. A fiatal állatok és a párzási időszakon kívüli nőstények egyöntetű zöld színűek, esetleg fehér foltokkal a testükön. A párzási időszakban egészen sötétzöldre váltanak, melyet kék és sárga foltok díszítenek; a megtermékenyített nőstények egészen sötétek, szinte feketék. A hímek hátsó lábainak sarkain kis sarkantyúk is megfigyelhetőek. Teste oldalról lapított, lábujjai 3-2 arányban összenőttek és a vékony ágak megragadásához alkalmazkodtak.

## Szaporodása

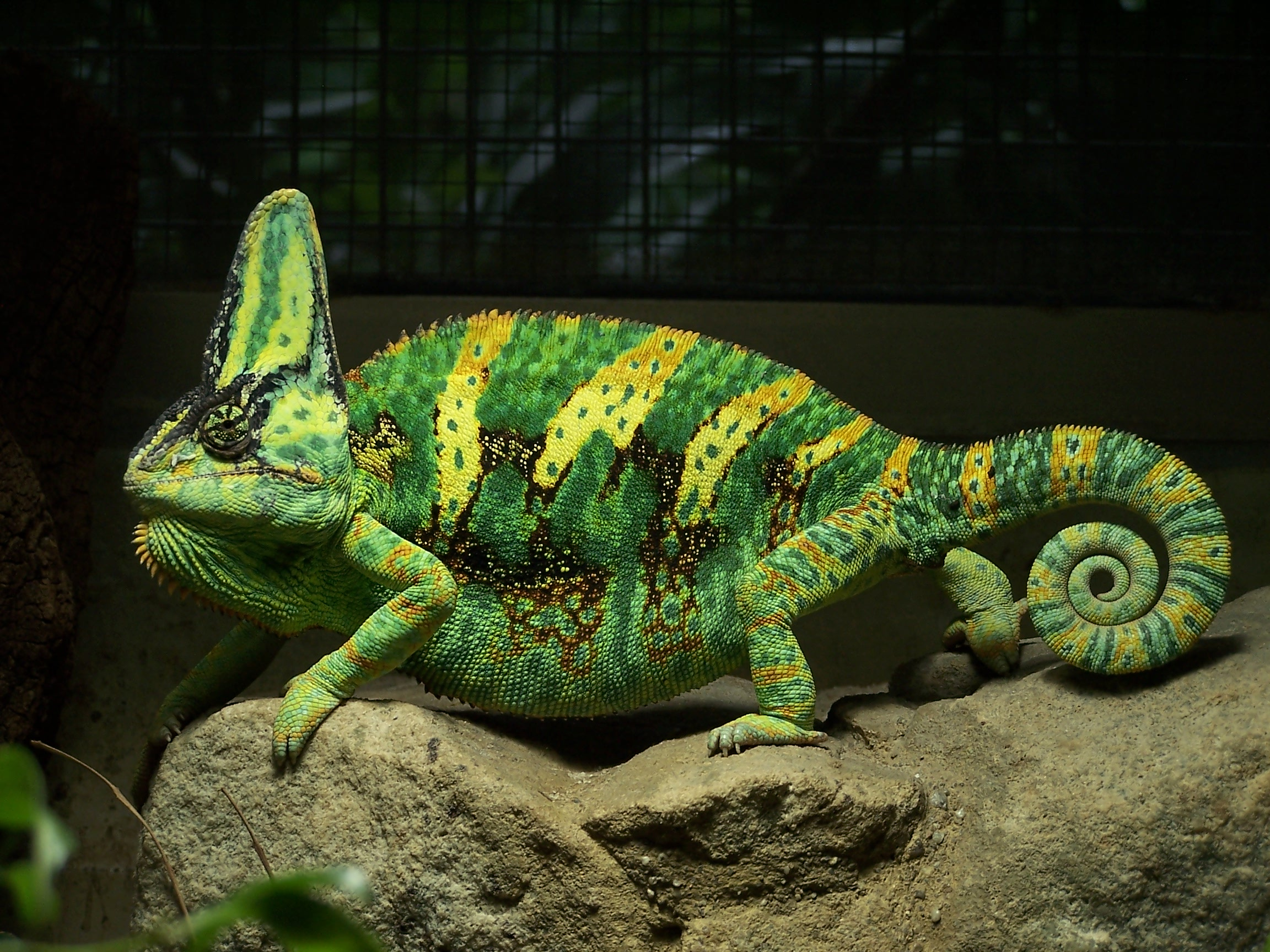
Pózoló hím

Körülbelül fél évesen lesz ivarérett, innentől kezdve a hímek agresszívak egymással és védik a saját területüket. A nőstény 4-6 héttel a párzás után rakja le a talajba ásott üregbe 15-70, 1-1,5 cm átmérőjű tojását. A nőstények képesek eltárolni a spermát, így néhány hónap múlva újabb párzás nélkül is újból rakhatnak tojásokat. A tojások 28 °C-os hőmérsékleten mintegy hat hónap elteltével kelnek ki. A sisakos kaméleon élettartama 4-6 év.

## Természetvédelmi helyzete
1. A sisakos kaméleon a Washingtoni egyezmény védelme alatt áll, természetes élőhelyei leginkább az útépítések miatt veszélyeztetettek, de populációi stabilnak mondhatók. Befogásuk is visszaszorulóban van, a kereskedelemben kapható példányok nagy többsége már fogságban látta meg a napvilágot.

### Fordítás
Ez a szócikk részben vagy egészben  a   Veiled chameleon című angol Wikipédia-szócikk ezen változatának fordításán alapul.  Az eredeti cikk szerkesztőit annak laptörténete sorolja fel. Ez a jelzés csupán a megfogalmazás eredetét és a szerzői jogokat jelzi, nem szolgál a cikkben szereplő információk forrásmegjelöléseként.